# دون وليامز (لاعب كرة قاعدة)
دون وليامز (بالإنجليزية: Don Williams)‏ هو لاعب كرة قاعدة أمريكي، ولد في 24 ديسمبر 1937 في باراغولد في الولايات المتحدة.

## وصلات خارجية
- دون وليامز على موقعبيزبول رفرنس.كوم (الدوري الثانوي) (الإنجليزية)